# Дизельбой
Дизельбой (англ. Dieselboy, наст. имя Демиан Хиггинс [англ. Damian Higgins]; род. 24 июля 1972, Тарпон-Спрингс, Флорида) — американский драм-н-бейс диджей, музыкальный продюсер, ремиксер, основатель лейбла Human Inprint и сооснователь сублейбла SubHuman запущенного в сентябре 2010 года. Стал одним из первых американских музыкантов, вошедших в десятку лучших диджеев в 2004 году по версии британского интернет-издания Drum and Bass Arena.
Его альбом «projectHuman» 2002 года занял 6 место в чарте электронной и танцевальной музыки Billboard.
Обычно находясь в Бруклине, Дизельбой также выступает на рок-фестивалях и шоу связанных с экстремальными видами спорта. Треки Дизельбоя можно услышать на MTV и ESPN а также в видеоиграх. Хиггинс также занимается графическим дизайном и бизнесом.

## Биография
Демиан Хиггинс родился в Тарпон-Спрингсе, во Флориде в 1972 году. В возрасте 6 лет переехал в Колорадо-Сити, штат Колорадо, где его и двух его сестрёнок растила мама. Затем в девятом классе он переехал в Ойл-Сити, Пенсильвания и здесь окончил школу. Демиан старший сын певца и автора песен Берти Хиггинса (англ. Bertie Higgins). Берти Хиггинс долгое время был женат на Реми Рот (англ. Ramie Roth).
Свои музыкальные эксперименты Дэмиан начал играя на барабанах в школьном оркестре и занимаясь крутя пластинки на школьных танцах. «Я начал диджеить в 1989—1990 годах на танцах в школе и в маленьком ночном клубе Шенаниган во Франклине, Пенсильвания.». «Я диджеил три года в старших классах, но я просто играл пластинки, я не миксовал».
Дэмиан окончил Питсбургский университет, где ещё больше поднабрался опыта, играя на университетской радиостанции.
Псевдоним Дизельбой от его ника в чате — Дизель. Так как у одного художника граффити был такой же ник, Хиггинс стал Дизельбоем. «Мне было 19 а выглядел я на все 14», (бой — по-английски «мальчик»). «Также это имя отражало моё увлечение видеоиграми и анимацией».